# لا يهم إن نفقت البهائم (فلم)
لا يهم إن نفقت البهائم (بالإنجليزية: So What If the Goats Die)، هُو فيلم قصير مغربي صدر سنة 2012 وأخرجته صوفيا علوي.